# فخار سلجوقي
صناعة الفخار السلجوقية هي صناعة تميزَت بتقنيات الخزف اللامع والمينائي، مما مكنها من تسريع الإنتاج، مما مهد الطريق لظهور تصاميم وزخارف وأنماط جديدة. وقد كان هذا بسبب قدوم السلاجقة من المشرق إلى الشرق الأوسط (طريق الحرير)، حيث قَدم معهم حِرفيون فُرس، وازدهرَت بشدة في مدينة كاشان.

## التاريخ والسياق
كانت الإمبراطورية السلجوقية إمبراطورية تركية فارسية إسلامية سنية امتدت من الأناضول إلى آسيا الوسطى بين عامي 1037 و1194 حتى الغزو المغولي. امتدت الأراضي السلجوقية من سوريا إلى الهند، وكانت تتألف من ثقافات متنوعة، ومع التزام الحكام السلاجقة بالتقاليد الفارسية الإسلامية واستيعابهم لها، أصبح الفن السلجوقي مزيجًا من الخصائص الفارسية والإسلامية مع تأثير تركي في آسيا الوسطى. بالإضافة إلى التأثيرات المحلية والدعم الحكومي، كان تهجين الفن السلجوقي أيضًا نتيجة ثانوية للتجارة عبر طريق الحرير. أدت التجارب باستخدام مختلف التقنيات والتكنولوجيا والأساليب في جميع أنحاء أوراسيا في النهاية إلى ظهور "أسلوب سلجوقي" فريد من نوعه في صناعة الخزف والفخار.

## التقنية والتصنيع

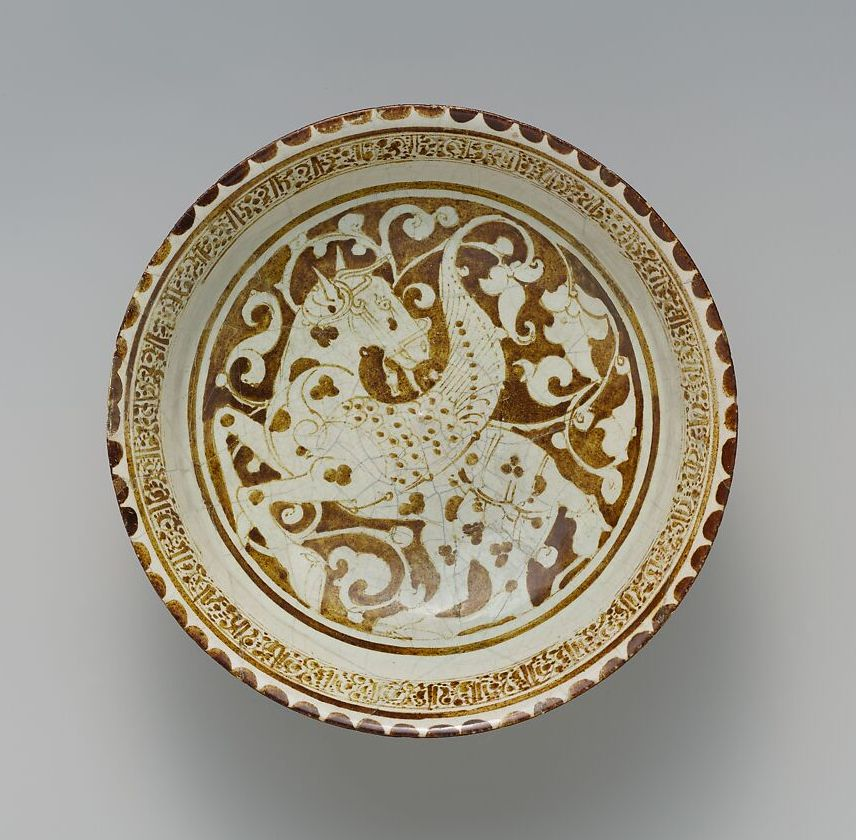
طبق يعود لأواخر القرن الثاني عشر. صُنع في إيران. من معجون حجري، مطلي بلمعان على طبقة طلاء أحادية اللون غير شفافة. ارتفاعه 8.3 سم، وقُطره 20.3 سم.

ملخص التطوير على نطاق واسع، استخدمت الوسائط الخزفية الإسلامية في منطقة السلاجقة مبادئ التركيب الزجاجي، حيث يتم دمج الكوارتز المسحوق الناعم مع عامل ربط ساخن، عادةً ما يكون قلويًا أو جيرًا. ما يميز الوسائط الخزفية الإسلامية، والتي تسمى معجون الحجر أو الفريتوير أو الخزف السيليسي، هو أن المادة الرابطة يتم الحصول عليها من الزجاج السائل والطين المكرر. في جميع الأحوال، يمكن صبغ هذه الوسيلة، وتشكيلها يدويًّا، وتصلبها بالحرق. مع تسارع إنتاج عجينة الحجر، تطورت صناعة الخزف في المناطق الفارسية في عهد السلاجقة من الناحية الأسلوبية مع مزيد من التفاصيل والاختلاف في الزخرفة، كما هو الحال في الرسم المصقول، والمينا [الإنجليزية] متعدد الألوان، والتزجيج. يتضمن كل من طلاء اللمعان والميناي طلاء طبقة فوق التزجيج على جسم من عجينة الحجر تم تزجيجها وحرقها مسبقًا في درجة حرارة أقل. كانت عملية صناعة الخزف المزخرف عملية مكلفة وتتطلب الخبرة لأنها تتعامل مع مركبات مثل أكاسيد المعادن والكبريت ووسط انكساري بالإضافة إلى الطلاء. تضمنت المينا متعددة الألوان طبقات من الطلاء المصطبغ من خلال عمليات إطلاق ثانية (عادةً باللون الأزرق والفيروزي والأرجواني كطبقة أساسية مع طبقة ثانوية حمراء أو سوداء أو خضراء أو وردية أو بنية أو صفراء أو بيضاء)، وطُليَت بعض القطع بالذهب.
إن كاشان بين عامي 1220 إلى 1770 م، كانت مصدر الأواني الخزفية التي تُصدَّر بشكل رئيس إلى خارج مدينة كاشان الواقعة في وسط إيران. تمكنت كاشان من إنتاج الفخار بسبب موقعها، وقربها من الموارد اللازمة. كانت اللوحات اللامعة، التي تتميز بالتزجيج المعتم في كاشان، والمينا متعدد الألوان، وهي تقنيات تتطلب الخبرة، مرتبطة بالمدينة، ويُعتقد أنه ربما كان هناك احتكار في حوالي القرن الثاني عشر.

## التصنيف الرسمي
جاءت الفخاريات السلجوقية في أشكال متنوعة. لذلك، في حين لا توجد أشكال محددة لتصنيف الخزف الإيراني أو السلجوقي، فإن القائمة التالية تصف الأشكال وأنواع الفخار الشائعة:
- الكأس (البيكر): يتميّز بقاعدة طويلة ودائرية، وجسم مقعّر، وحافة ناعمة مقلوبة نحو الخارج.
- الإناء المقدّس، الإبريق، الجرة، الكوز: مصنوعة من عجينة الزجاج، ذات قاعدة دائرية مقعّرة، وجسم كروي، وعنق أسطواني قصير، يعلوه فم مائل نحو الخارج، ومزودة بمقبض زخرفي وأخدود منحوت.
- الزجاجة: تتكوّن من جسم بيضاوي مرتفع وعنق قصير، ومزوّدة بمقبض يمتد حتى الفوهة ليسهّل الشرب.
- الوعاء: بقاعدة طويلة، دائرية ومقعّرة، وجسم ممتد يتجه عموديًا بالقرب من الحافة.
- القارورة: تمتاز بقاعدة دائرية طويلة، وجسم كروي، وعنق مقسوم إلى جزئين: جزء أسطواني يعلو جزءًا كرويًا.
- الجرّة الصغيرة، الخزف، البرطمان: تتصف بقاعدة دائرية طويلة، وجسم كروي كبير، وحافة مقلوبة نحو الداخل.
- الصحن، الطبق: دائري الشكل، ذو قاعدة ضحلة ومقعّرة.
- أدوات الشرب: أقرب في شكلها إلى الكوب العصري، ذات حواف مائلة إلى الخارج، وقاعدة سفلية غير مصقولة.

## المواضيع والزخارف والأسلوب

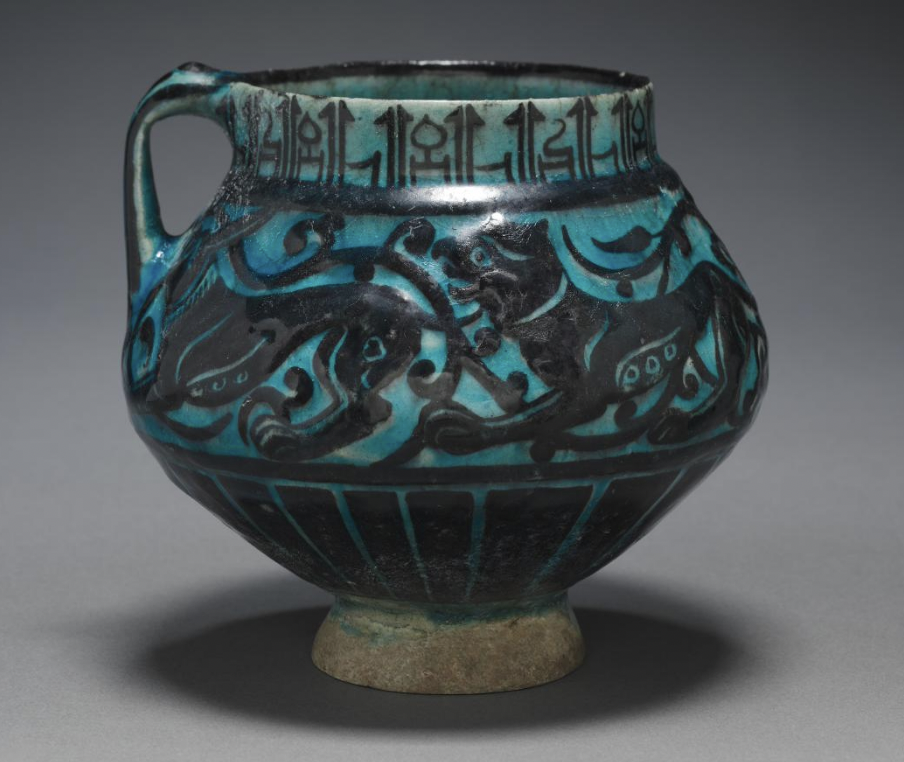
إبريق برسوم تظهر حيوانات جارية. يعود للفترة 1150-1220 م في إيران (كاشان) وهي من العصر السلجوقي. أواني ظلية. 13×14 سم.

### فخار الظلية
الطريقة: تطورت طريقة تقنيات صناعة الفخار الظلي خلال العصر السلجوقي بعد تقنية الخدش أو السغرافيتو [الإنجليزية] من العصر السابق. لتنفيذ هذا النوع من الأواني الخزفية، تُوضع طبقات من الطلاء الأسود والعاجي الفيروزي لإنشاء أنماط، عادةً ما تكون من الأشخاص والحيوانات والنباتات.
الموقع: أظهرت الحفريات أن مدن كاشان، والري، وجورجان، ونيسابور، وسرجان كانت مراكز رئيسة لصناعة هذا النوع من الفخار، مما يُظهر هيمنة فُرسية على هذه الصناعة.

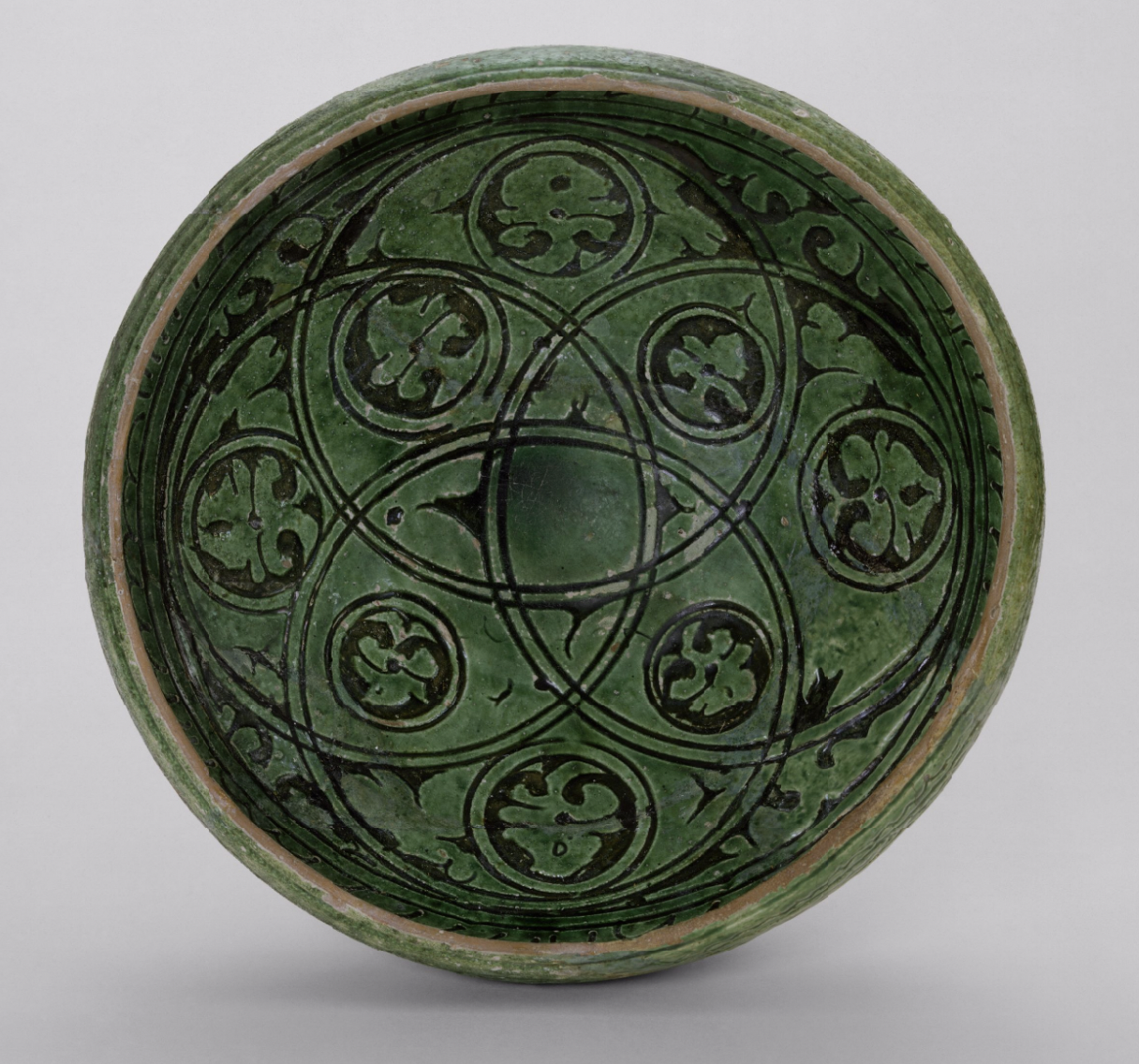
وعاء خزفي بزخارف نباتية. يعود إلى الفترة بين القرن الثاني عشر والثالث عشر الميلادي. صُنع في إيران، في العصر السلجوقي.

### الاتجاهات الأسلوبية العامة
غالبًا ما تُظهر الأعمال الفنية النباتية من الشرق الأوسط أنماطًا نباتية وزهرية، ويمتد هذا إلى الفخار السلجوقي. عادةً ما تتخذ أشكالًا زخرفية (تعبير فني زخرفي، وليس الموضوع)، وتزين الهوامش أشكال تشبه النباتات.

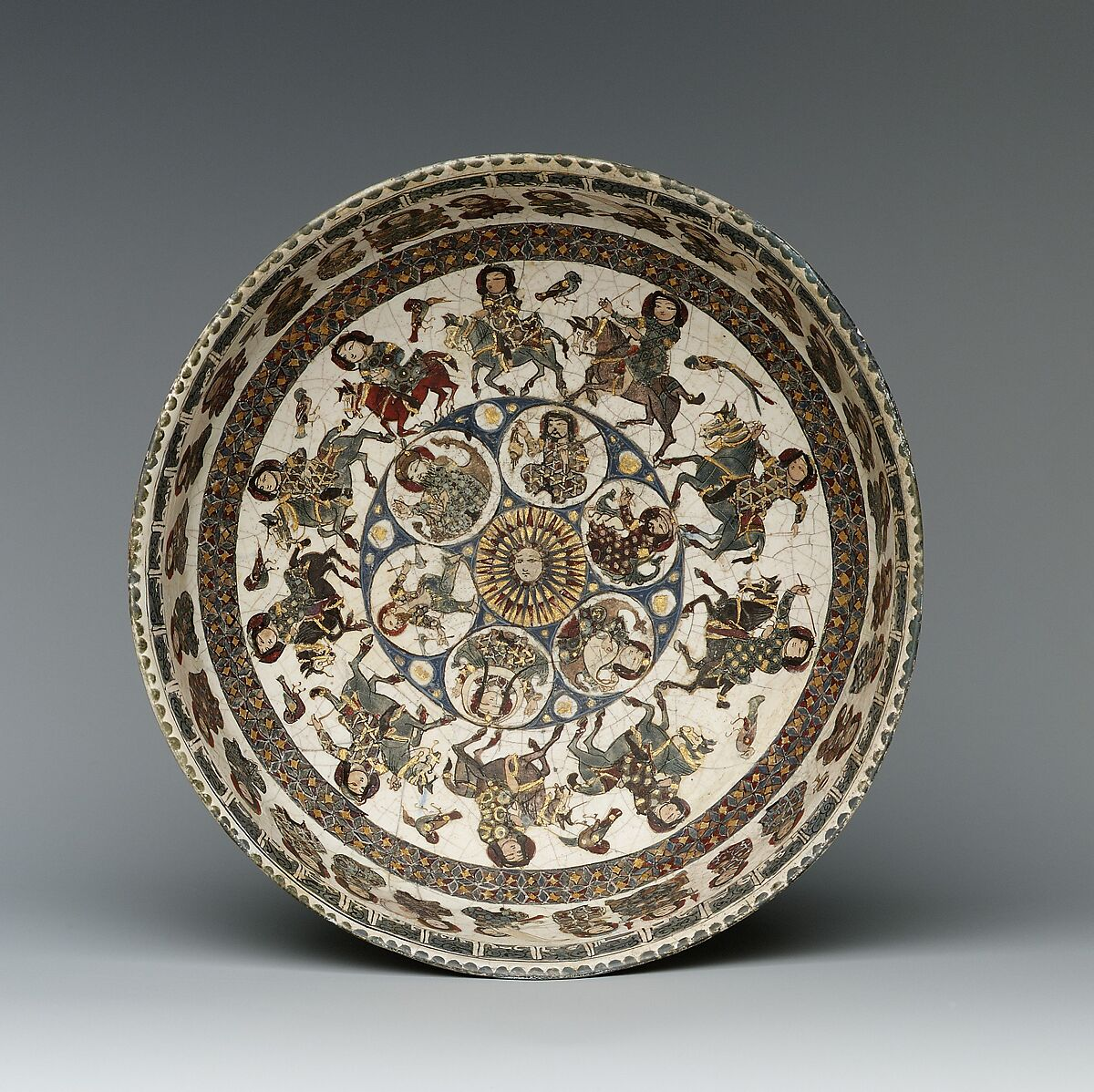
وعاء ذو زخارف بلاطية وفلكية. يعود لأواخر القرن الثاني عشر وأوائل القرن الثالث عشر. من شمال إيران، في العصر السلجوقي. ارتفاعه 9.5 سم، وعُمقه 18.7 سم.

ومن الناحية المعمارية تبين أن الزخارف الزهرية في العصر السلجوقي تتميز بعرض سيقانها التي أصبحت أرق بكثير من سابقاتها في العصر العباسي في سامراء. وتتميز الزخارف النباتية السلجوقية أيضًا بحجم الأوراق. غالبًا ما يتم تصوير الأوراق بنسب ممدودة وأشكال منجلية. تتكرر هذه الرسومات، ولا سيما "في العصر السلجوقي"، في صناعة الخزف.
ذوات الأرواح: لقد تعايش التمثيل التصويري في العالم الإسلامي مع المقاومة والقلق في ضوء الصراع القرآني المحتمل، حيث قد يدعي المصور (صانع الأشكال أو الفنان) أنه خالق. ولذلك أصبح من الشائع أن تحمل النقوش العربية نفسها الروح الحية؛ إلا أنه بحلول العصر السلجوقي، ظهرت الأشكال البشرية والحيوانية تدريجيًا. علاوة على ذلك، في حين كانت الإمبراطورية السلجوقية سنية رسميًا، إلا أن الوجود الزرادشتي [الإنجليزية] في المنطقة تجلى في فخارها من خلال الرمزية والاستعارات.
مستوحاة من الأساطير وتركز على الإيمان، ظهرت الزخارف الطيور (الروح، الألوهية، الطيران البشري) وغيرها من الحيوانات مثل الغزلان (الجمال، الكرامة)، الطاووس، الماعز والأرانب على الأطباق. كما ظهر الفرسان في الفخار السلجوقي مع إحساس بالحركة الدورانية للإشارة إلى حالة كونية. كما اُستخدمَت الصور البشرية أيضًا لتصوير أنشطة مثل الرقص والصيد والحياة في البلاط والملكية، بالإضافة إلى توضيح القصص الأسطورية.

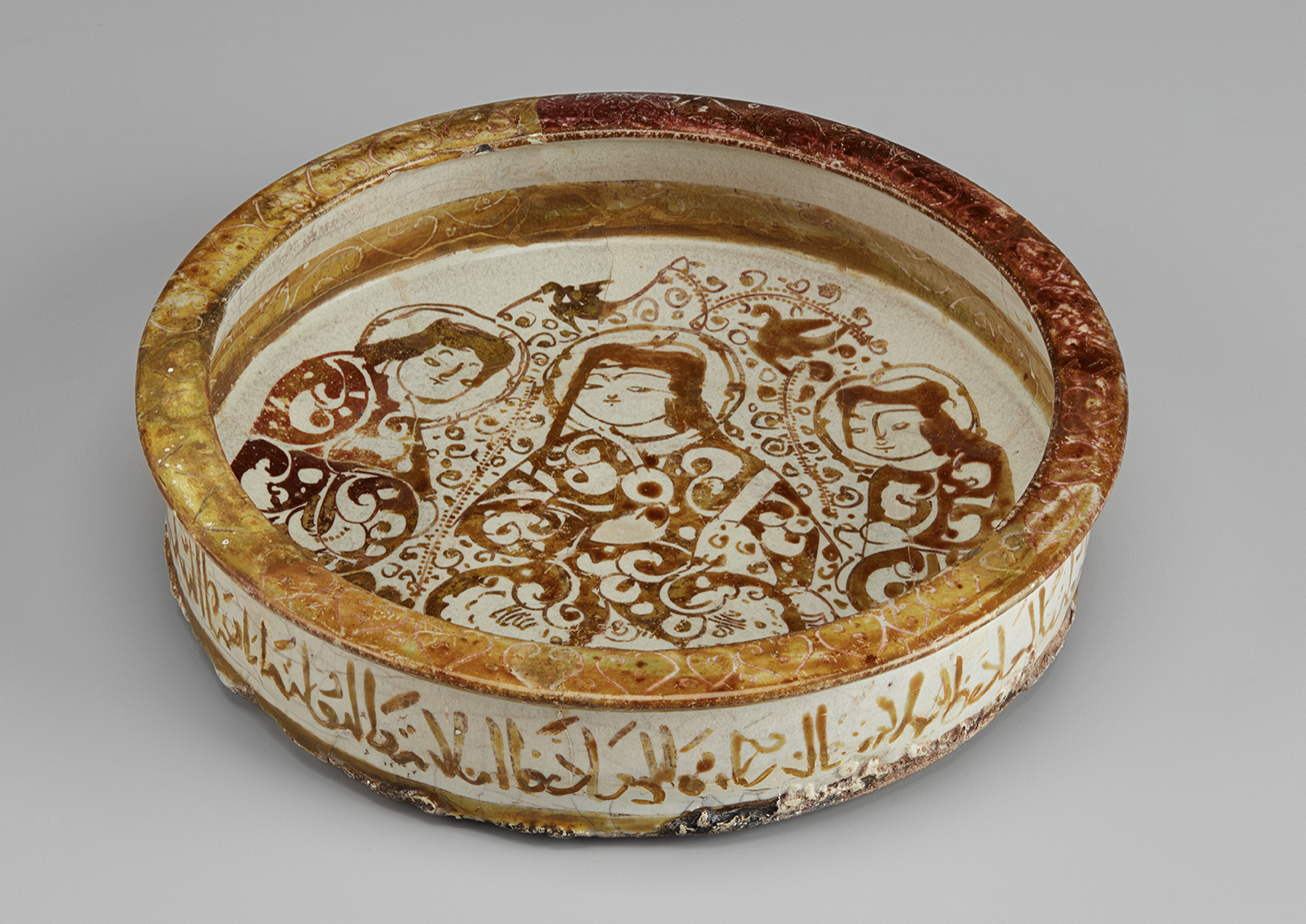
طبق فخاري مطلي باللون المصقول، من الأمام. يعود للفترة بين القرن الثاني عشر والثالث عشر الميلادي. من كاشان، في إيران.

الخط: ظهرت في العصر السلجوقي أنواع مختلفة من قوالب الخطوط منها الكوفي والنسخي. كان خط الكوفي شائعًا ومتناسقًا جيدًا مع التصاميم الهندسية لحركته الديناميكية والمتميزة. وقد تم استخدامه في كثير من الأحيان في السياق الديني لأن هويته الرمزية تشير إلى الأصالة والروحانية والثبات. من ناحية أخرى، كان خط النسخ معروفًا بمنحنياته الجمالية التي تشبه الخطوط اليدوية والتي توازن بين المساحة السلبية والإيجابية.

## الآثار الاقتصادية
قبل انتشار تقنيات الفخار والتزجيج، كان أحد أسهل أشكال الفخار في التصنيع يسمى قولي، والذي كان يقلد الخزف الصيني بجسم أبيض ولكن بطلاء فضفاض. تشير القطع الأثرية الموجودة في الري مع الإنتاج السهل إلى أن هذه القطع كانت مملوكة بشكل شائع للطبقات الدنيا. وبمجرد توسع صناعة عجينة الحجر بكفاءة عالية (حوالي القرن الثاني عشر)، أصبحت المنتجات الخزفية أكثر بأسعار معقولة وأكثر انتشارًا. ولكن هذا لم يؤدي إلى "تسوية" الطبقات الاجتماعية.
خلال العصر السلجوقي، أدت الهوية الدينية والتعليم إلى تعرض التجار الحضريين والتجار والحرفيين والفنيين إلى تعليم أوسع، وشكلت هذه المجموعة الطبقة المتوسطة الجديدة. وبفضل القدرة على الوصول إلى السلع الفاخرة، لم تعد هذه المجموعة قادرة على تحمل تكاليف رعاية الذهب والفضة. ومن ثم، أصبح الفخار المزخرف والمطلي بالمينا، أو الخزف المصقول (المينائي)، علامة على رفاهية الطبقة المتوسطة، وأصبح علامة على رفاهية الطبقة المتوسطة، معبرًا عن النجاح الاقتصادي والإيمان حيث كان النص القرآني والأحاديث بالعربية جزءًا من التصميم. تباعدت الفروقات في أنماط الخزف بين "الفن الخاص" البرجوازي و"الفن الشائع" للطبقة المتوسطة، وأصبح من الممكن التعرف عليه بشكل أكبر من خلال وجود المعادن الثمينة.
ومع استقرار الاقتصاد السلجوقي، لعب التبادل الثقافي أيضًا دورًا في توجيه أسلوب صناعة الخزف. انتقلت تقنيات الزخارف من الشرق الأقصى مرورًا بسلالة سونغ الصينية من خلال طريق الحرير. وستُصور الإشارة والدعوة إلى المغول لاحقًا من خلال شخصيات ذات وجوه مستديرة وعيون لوزية. ظهرت الزخارف الصينية مثل طائر الفينيق والتنين واللوتس في أعمال الخزف السلجوقي، كما صُورَت شخصيات صينية يمكن التعرف عليها من خلال ملابسها.

## معرض الصور

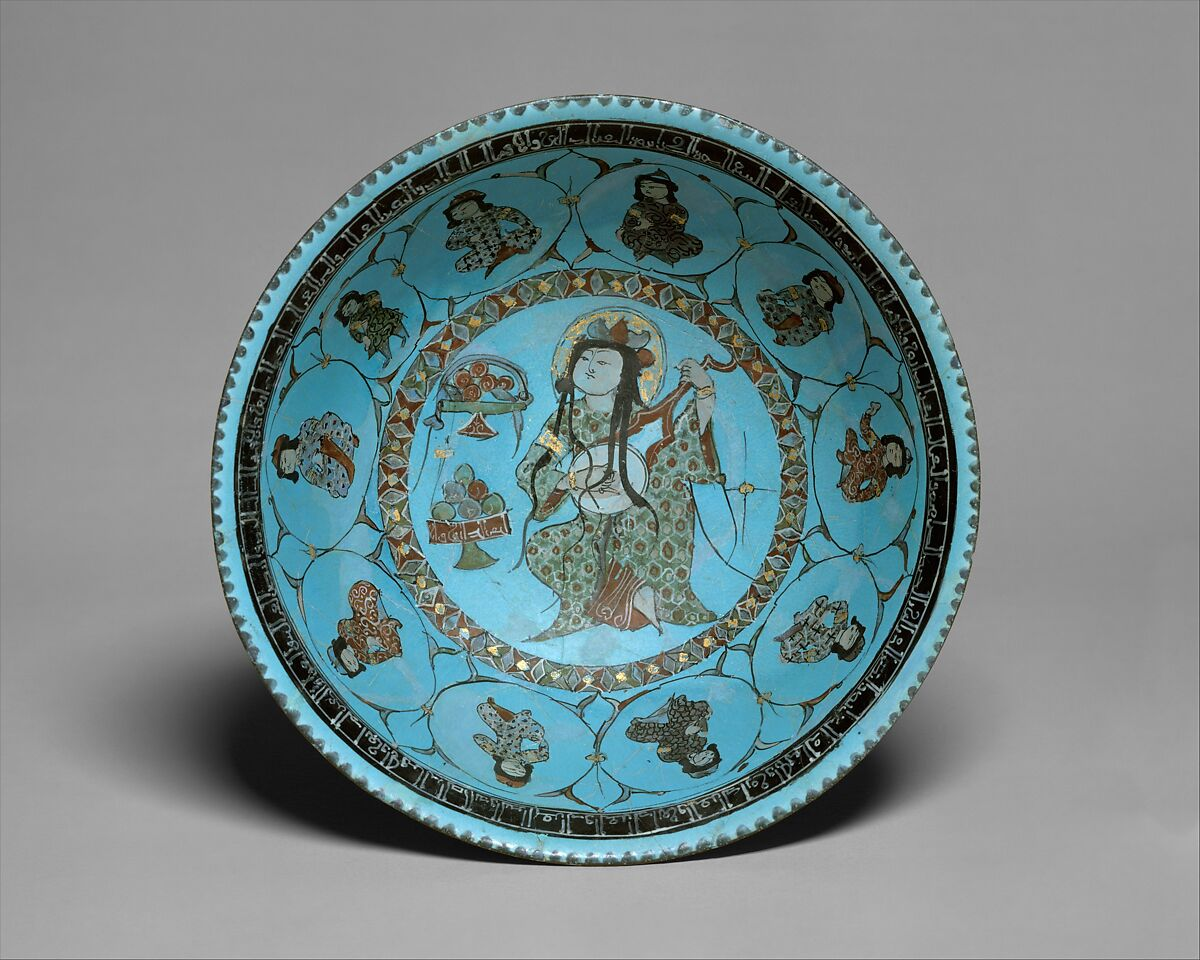
وعاء فيروزي مع عازف العود والجمهور. أواخر القرن الثاني عشر وأوائل القرن الثالث عشر. إيران. معجون حجري؛ مزجج. ارتفاع 8.9 سم، عمق 19.7 سم.
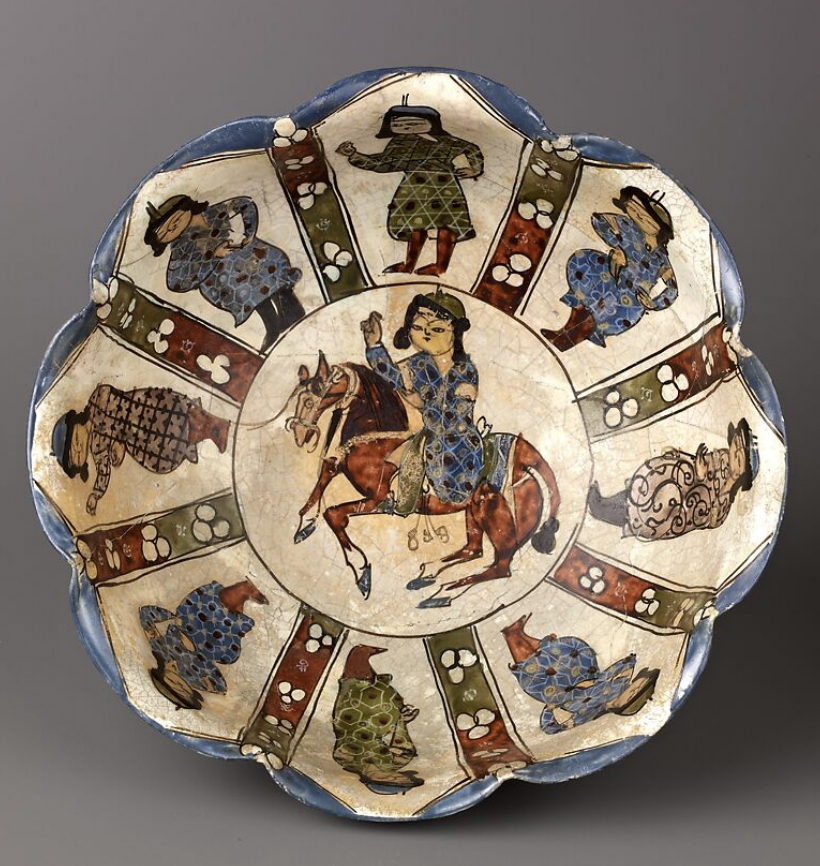
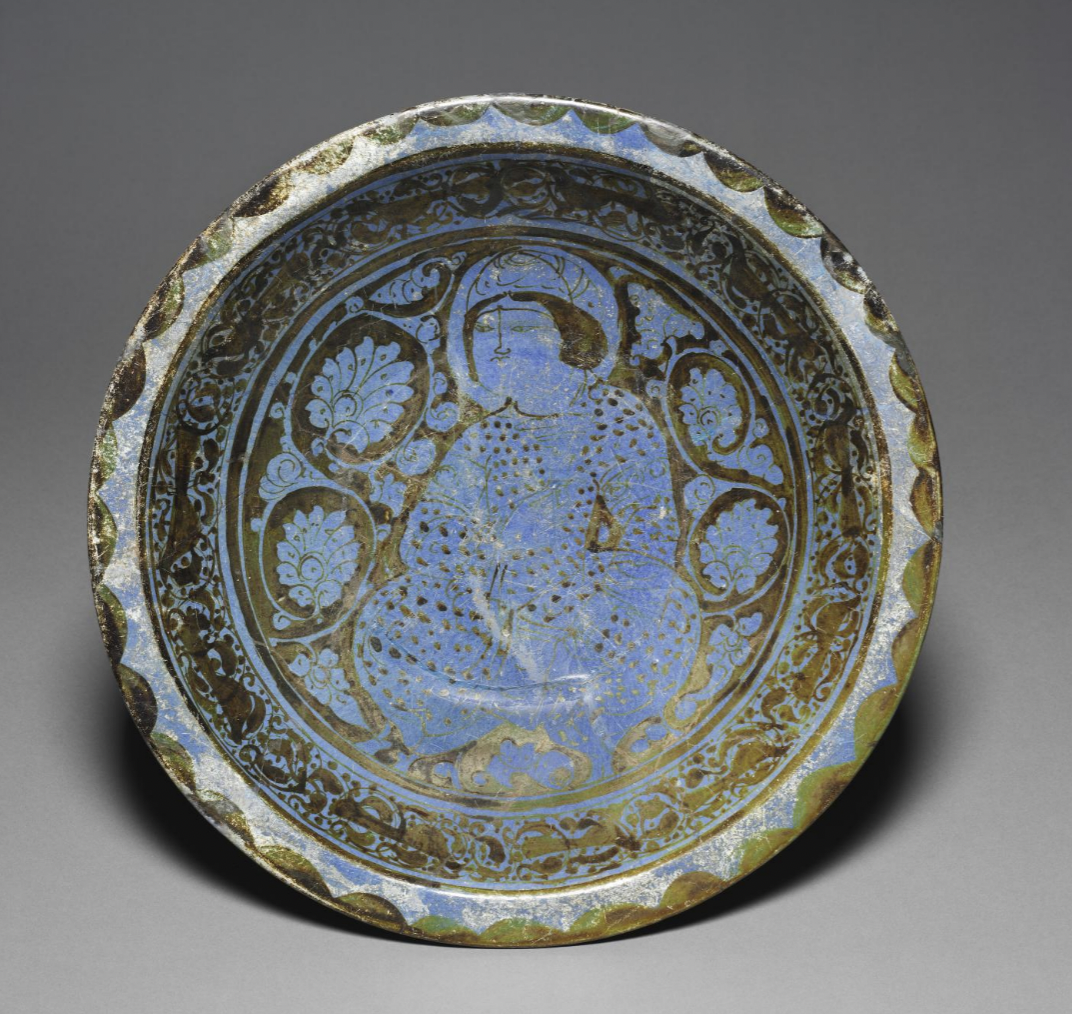
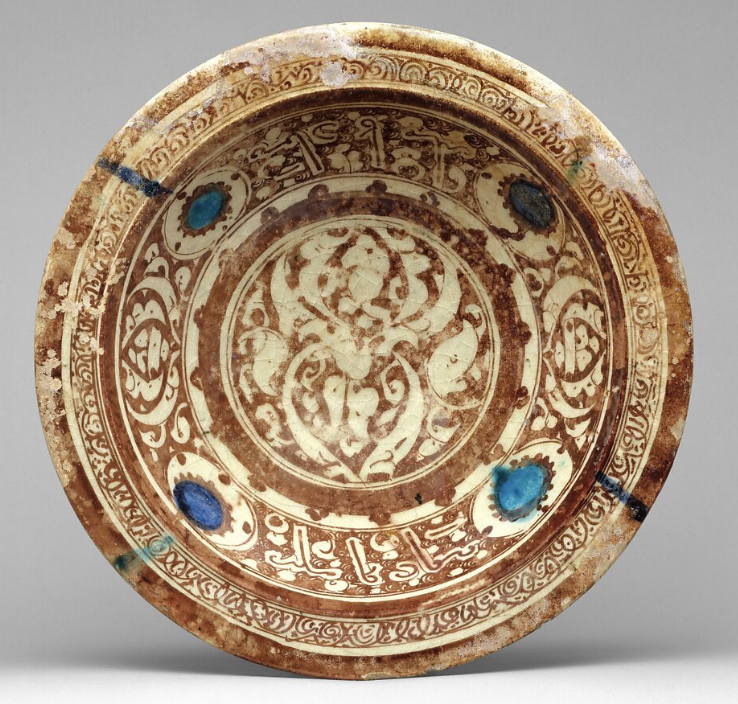
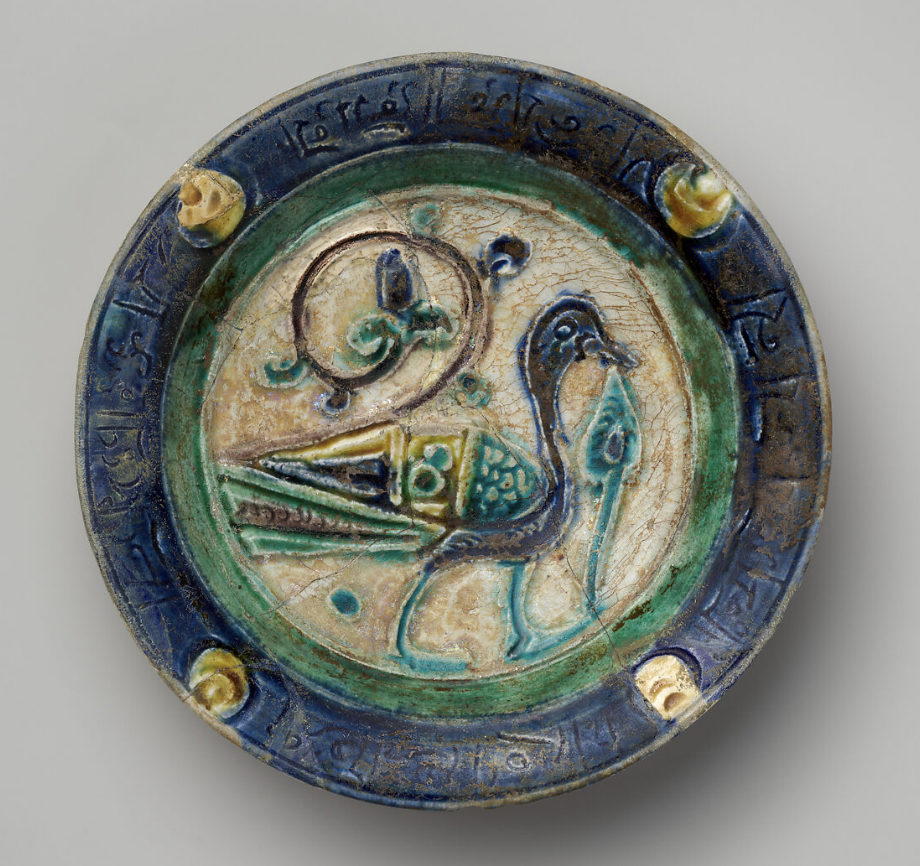
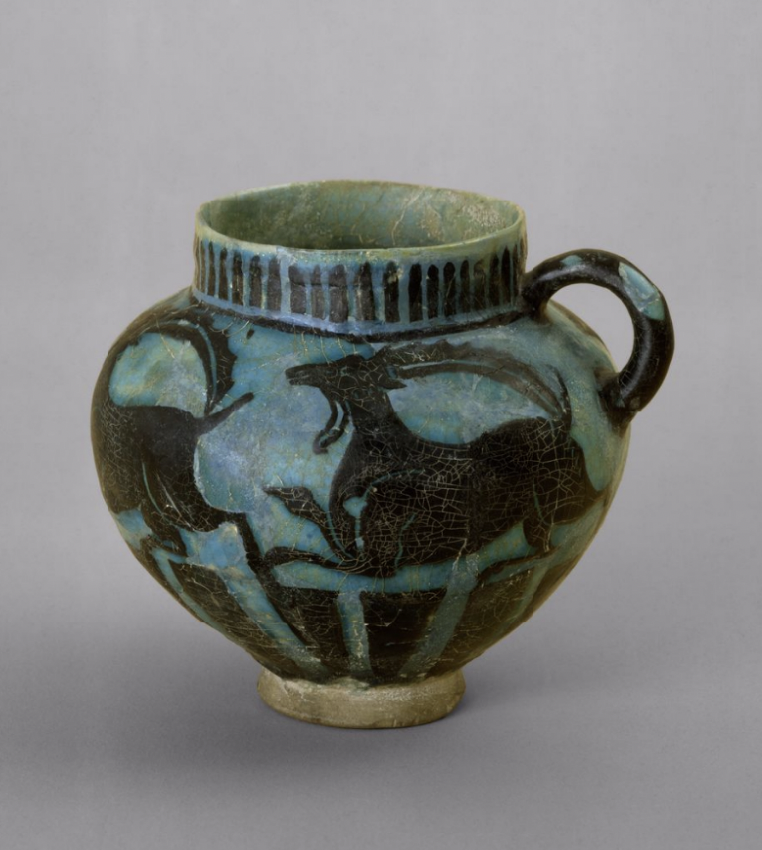